# Bojadisarska pilica
Bojadisarska pilica (Bojadisarski srpac, dvoložna žagica, bojadisarski vrbovnik; lat. Serratula tinctoria), korisna zeljasta trajnica iz Europe (uključujući Hrvatsku), sjeverozapadne Turske i sjeverozapadne Afrike (Alžir). 
Ima uspravnu golu stabljiku u gornjem dijelu razgranatu, naraste do 120 cm. visine. Listovi su naizmjenični, cvjetovi ljubičasti skupljeni u više cvatnih glavica koje su opet skupljene u gronjaste cvatove na vrhovima stabljika. 
Medonosna je biljka. Nekada se sakupljala čitava biljka koja se koristila za dobivanje žute boje i bojanje tkanina od vune, pamuka i lana. Mladi listovi su jestivi ali je potpuno razvijena biljka blago otrovna.

## Podvrste
- Serratula tinctoria var. alpina Godr.
- Serratula tinctoria subsp. seoanei (Willk.) M.Laínz, Francuska, Španjolska, Portugal.
- Serratula tinctoria subsp. tinctoria